# Hunsrik
Hunsrik (Hunsrik, of Hunsrückisch), ook wel Riograndenser Hunsrückisch genoemd, is een Moezelfrankische taal die is afgeleid van het Hunsrückisch-dialect van het Westmiddelduits. De taal heeft enige bekendheid, voornamelijk in Brazilië. Het maakt sinds 2012 integraal deel uit van het historische en culturele erfgoed van Rio Grande do Sul en wordt sinds 2016 beschouwd als immaterieel cultureel erfgoed van Santa Catarina. Het is ook een co-officiële taal in de gemeenten Antônio Carlos, Santa Maria do Herval en São João do Oeste.
In Brazilië wordt Hunsrik naast Rio Grande do Sul en Santa Catarina ook gesproken in de staat Paraná. De taal wordt verder gesproken in sommige regio's van het noordoosten van Argentinië en het zuidoosten van Paraguay.
Hunsrik ontwikkelde zich uit het Hunsrückisch-dialect toen immigranten uit de Hunsrück regio van Duitsland (Rijnland-Palts) zich vestigden in zuidelijke regio's zoals Rio Grande do Sul, te beginnen met keizerlijke ontwerpen in 1824 (deze werden later projecten gecontroleerd door staten en uiteindelijk door particuliere Europese investeringen ondernemingen).
Hoewel voornamelijk gebaseerd op de Hunsrückisch-tak van de Duitse taal, is het ook sterk beïnvloed door andere Duitse dialecten zoals Oost-Pommers en Plautdietsch, en door Portugees, de nationale taal van Brazilië. Het is in mindere mate beïnvloed door inheemse talen zoals Kaingang en Guarani en door immigrantentalen zoals Italiaans en het Taliaanse dialect van het Venetiaans.
Hoewel Hunsrik de meest voorkomende Germaanse taal is in het zuiden van Brazilië en de derde meest gesproken taal van het land, neemt het gebruik van deze taal - vooral in de laatste drie tot vier generaties - steeds verder af. Glottolog classificeert de taal als "verschuivend" op de geagglomereerde bedreigingsstatus.